# Bruce Gordon (imagineer)
Pour les articles homonymes, voir Gordon et Bruce Gordon.
Bruce Gordon (18 avril 1951, Windsor, Ontario Canada - 6 novembre 2007, Glendale, Californie, États-Unis), était un Imagineer de la Walt Disney Company.

## Biographie
Bruce Gordon est né le 18 avril 1951 à Windsor en Ontario au Canada
En 1979, il rejoint la société WED Entreprises et participe à la conception des attractions Journey Into Imagination et au programme de rénovation du Fantasyland de Disneyland. Il était l'un des créateurs des maquettes.
Il a aussi travaillé sur la version de Disneyland de Splash Mountain, Many Adventures of Winnie the Pooh, Tarzan's Treehouse et supervisa la rénovation de Tomorrowland en 1998.
Il est décédé le 6 novembre 2007 à Glendale en Californie, États-Unis.

## Filmographie
- Walt: The Man Behind the Myth (2001, télé)
- Disneyland: Secrets, Stories, & Magic (2007, vidéo)